# Milos Kerkez
Milos Kerkez (Alfabeto cirílico sérvio: Милош Керкез; Vrbas, 7 de novembro de 2003) é um futebolista húngaro de origem sérvia que atua como lateral-esquerdo. Atualmente defende o Liverpool e a Seleção Húngara de Futebol.

## Carreira

### Győri
Em 2020, ele foi contratado pelo Győri ETO FC. Em uma entrevista ao portal scoutedftbl.com, Kerkez disse que durante seu período em Győri ele decidiu jogar pela Seleção Húngara porque recebeu muita ajuda e apoio de seus treinadores e companheiros de equipe em Győri.

### Milan
Em 2 de fevereiro de 2021, ele foi contratado pelo Milan. Paolo Maldini ligou para ele alguns dias antes do final da temporada de transferências para persuadi-lo a se juntar ao Milan. Kerkez disse em uma entrevista ao Nemzeti Sport que "Você não pode dizer não quando Maldini liga para você". Como resultado, ele decidiu deixar o Győri e se juntar ao Milan. Em 17 de julho de 2021, Kerkez jogou sua primeira partida com o time principal em uma partida de treinamento contra o Pro Sesto 1913. No entanto, ele não teve oportunidade suficiente; portanto, ele decidiu deixar o AC Milan em 2022.

### AZ Alkmaar
Em 29 de janeiro de 2022, ele foi contratado pelo AZ Alkmaar. Em 19 de maio de 2022, ele jogou sua primeira partida pelo AZ contra o Heerenveen no Abe Lenstra Stadion. A partida terminou com uma vitória de 3–2 para o Heerenveen e Kerkez foi substituído aos 77 minutos. Em 14 de agosto de 2022, ele marcou seu primeiro gol na Eredivisie contra o Sparta Rotterdam no Sparta Stadion Het Kasteel na temporada 2022–23 da Eredivisie. A partida foi vencida pelo AZ por 3–2 e Kerkez marcou o gol da vitória aos 77 minutos. Segundo o Nemzeti Sport, o Benfica demonstrou interesse em comprá-lo, no entanto, o clube português não quis pagar 20 milhões de euros por ele.

### Bournemouth

#### 2023-24
Em 20 de julho de 2023, Kerkez foi contratado pelo Bournemouth por uma taxa não revelada. Ele impressionou o técnico em amistosos contra Southampton, Atalanta e Lorient; portanto, ele logo foi incluído na escalação inicial. Em 12 de agosto, ele fez sua estreia contra o West Ham United em um empate em casa por 1–1 na primeira rodada da Premier League de 2023–24. Ele foi expulso contra o Wolverhampton Wanderers e teve que perder três partidas. Embora o clube tenha apelado contra seu cartão vermelho, a FA o rejeitou.

#### 2024-25
Ele foi eleito o melhor jogador de agosto no Bournemouth. Em 3 de novembro de 2024, ele deu duas assistências, uma para Antione Semenyo e outra para Evanilson, na vitória por 2–1 sobre o Manchester City. Em 30 de novembro de 2024, ele marcou seu primeiro gol pelo Bournemouth na vitória por 4–2 contra o Wolverhampton Wanderers. Seu gol foi eleito o melhor gol de novembro no Bournemouth. Em 4 de janeiro de 2025, ele deu uma assistência para Brooks na vitória por 1–0 sobre o Everton na temporada 2024-25 da Premier League.

### Liverpool
Em 26 de junho de 2025, o Liverpool anunciou a contratação de Milos Kerkez. O lateral-esquerdo foi comprado junto ao Bournemouth por cerca de 40 milhões de libras (R$ 300 milhões).

## Carreira internacional
Ele representou a Hungria nas categorias sub-17 e sub-21, antes de ser convocado para a seleção principal da Hungria em junho de 2022, quando foi nomeado para o banco de reservas para uma partida da Liga das Nações da UEFA de 2022–23 contra a Inglaterra. Em 23 de setembro de 2022, Kerkez fez sua primeira aparição pela Hungria, jogando a partida completa como lateral-esquerdo quando o time derrotou a Alemanha por 1–0 em Leipzig.
Em 16 de novembro de 2023, ele recebeu um cartão vermelho na partida de qualificação para a UEFA Euro 2024 contra a Bulgária. No entanto, sua expulsão não afetou negativamente o resultado da partida, já que a Hungria se classificou para a UEFA Euro 2024. Em uma entrevista, Szoboszlai disse que Kerkez "foi instruído em três línguas distintas para não fazer nada estúpido" durante a partida contra a Bulgária.